# Mick Schumacher
Mick Schumacher (Vufflens-le-Château, Vaud kanton, Svájc, 1999. március 22. –) német autóversenyző, jelenleg a WEC-ban versenyez. A hétszeres Formula–1-es világbajnok Michael Schumacher fia, Ralf unokaöccse és David unokatestvére. A 2018-as Formula–3 Európa-bajnokság és a 2020-as FIA Formula–2 bajnokság győztese. 2021-ben debütált a Hass-al és 2022-ig ott versenyzett, 2023-2024 között a Mercedes F1 csapatának tartalékpilótája volt. 

## Pályafutása

### Gokart
2008-ban kezdte el a karrierjét, mint minden leendő pilóta gokartozással, azonban első gokartos versenyeit Mick Betsch néven futotta (Édesanyja, Corinna leánykori családneve a Betsch). 2009 és 2011 között Mick a KF3 osztályba ADAC Masters Kartban 9. és 7. volt. Euro Wintercup a KF3 osztályban 2011-ben 3. és 2012-ben is 3. volt.
2013-ban pedig a 3. helyen végzett a német Junior Kart bajnokságban.

### ADAC Formula–4
2014-ben tesztelte a Jenzer Motorsport Formula–4-es autóját. 2015-ben megkezdte Formula autós karrierjét a Van Amersfoort Racing csapatánál. A csapattársa az F1-es Red Bull csapat autóit tervező Adrian Newey fia, Harrison Newey. Az első versenyhétvégéjén Oscherslebenben az első futamon 9. lett, a második futamon 12. lett, majd a harmadik futamon megszerezte első győzelmét a sorozatban úgy, hogy a hétvége harmadik versenyének az utolsó köreiben a biztonsági autó mögött értek célba.
2016-ban már a Prema Powerteam istálló színeiben  a német és az olasz Formula–4-es bajnokságban is a második helyen végzett az év végi összetettben.

### Formula–3 Európa-bajnokság
2016. december 24-én bejelentették, hogy a következő évben a Formula–3 Európa-bajnokságban fog versenyezni, ugyancsak a Prema színeiben. A szezon során mindössze egy dobogós helyezést ért el, az összetett pontversenyben a 12. helyen zárt 94 ponttal.
A 2018-as szezonban Spa-Francorchampsban megszerezte a szériában az első győzelmét, a Nürburgringen pedig a versenyhétvége mindhárom futamán elsőként intették le. Formája ezt követően is megmaradt és októberre három pontra megközelítette a bajnokságot vezető Dan Ticktumot. Ausztriában, a Red Bull Ringen két győzelmet szerzett és egy második helyet ezzel pedig az idényzáró hétvége előtt átvette a vezetést a pontversenyben. Október 13-án, a Hockenheimben zajló utolsó versenyhétvégén a második futamon második helyen ért célba, ezzel pedig behozhatatlan előnyre tett szert Ticktummal szemben és megnyerte a bajnokságot.

### Formula–2
2018. november 27-én bejelentették, hogy 2019-től az FIA Formula–2 bajnokságban fog szerepelni, ugyancsak a Prema Racing csapatának versenyzőjeként. A bahreini nagydíj első versenyén 8. lett és ezzel a sprint versenyre megszerezte az első-rajtkockát, azonban csak a 6. lett, de mindkét versenyen pontot szerzett. 

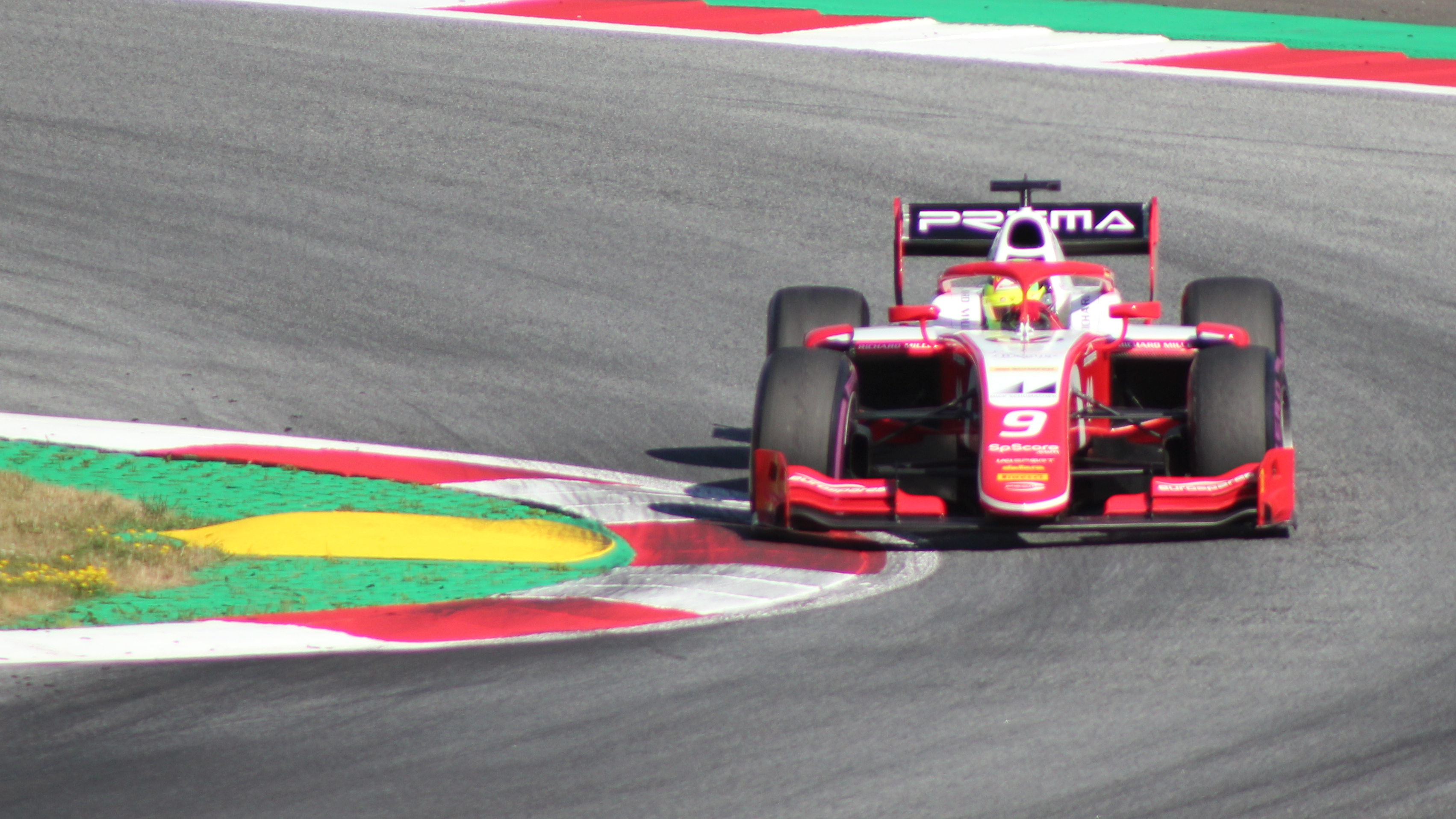
2019-ben a Prema színeiben

Augusztus 4-én Magyarországon megszerezte első győzelmét a bajnokságban a sprintfutamon, akárcsak Bahrainben, az első versenyen itt is 8. lett, és így a második futamon az első helyről rajtolhatott. A szezon során mindössze egy győzelmet szerzett, az összetett pontversenyben a 12. helyen zárt 53 ponttal.
A 2020-as idényre csapattársa a 2019-es Formula–3-as bajnok, Robert Svarcman lett. Érdekesség, hogy ők 2018-ban a Formula–3 Európa-bajnokságban is a Prema színeiben versenyeztek.
A szezon első két osztrák hétvégéje rosszul alakult számára, először a főfutamon a második helyről csúszott ki a sóderágyba, majd a második hétvégi sprintfutamon egy nem mindennapi technikai hiba hátráltatta, ugyanis az autójában bekapcsolt a tűzoltókészülék ezért fel kellett adnia a versenyt. A következő helyszínen, Magyarországon jól teljesített a két futamon, hiszen mind a kétszer felállhatott a dobogó legalsó fokára. A következő állomás Nagy Britannia volt, ahol az időmérőedzésen a harmadik helyet szerezte meg, majd a főfutamon egy jó rajtot követően sikerült megszereznie az 1. helyet, de végül csak a 9. helyen sikerült behoznia az autót. A sprintfutam nem alakult jól neki, csupán a 14. lett. A második Silverstonei hétvégén, a sprintfutamon csatában volt a győzelemért csapattársával Robert Svarcmannal, amikor két körrel a vége előtt megpróbálta megelőzni, majd összeütköztek. Ő folytatni tudta a versenyt, így a 2. helyen intették le. Ezzel először állt fel az F2-ben a dobogó második fokára. Spanyolországban a sprintversenyen, és Belgiumban mind a két futamon dobogós helyezést ért el. Az olasz nagydíj hétvégéjén, pénteken az időmérőedzés utolsó perceiben a Variante Ascari 2. kanyarbejáratánál megcsúszott, majd a gumifalba csapódott és piros zászlóval félbeszakították a kvalifikációt, majd később lefújták, így végül a 7. rajthelyet szerezte meg. Szeptember 5-én, egy nappal később megszerezte első főfutamos győzelmét. Az elsőség kulcspontja ismét egy jó rajt volt, ahol öt helyet tudott javítani, tehát a második helyre sikerült felzárkóznia, Callum Ilott mögé, akinek később rosszul sikerült a bokszkiállása, így megtudta előzni. A sprintversenyen a 8. helyről rajtolt, majd az első körben a kínai Csou Kuan-jüt előzte, majd a másodikban Christian Lundgaardot is maga mögé utasította. Ezt követően jött a 8. kör, ahol a célegyenes első kanyarjában Csou Kuan-jü egy hibába vezette és elfékezte az abroncsait, ami később vibrációhoz vezetett, ez nehezítette az autó vezetését, de a 20. körben Louis Delétrazt így is sikerült megelőznie, így a futamot a 4. helyen zárta. Majd később a futamgyőztes, Dan Ticktum kizárása miatt 3. lett. A mugellói hétvégéje rosszul kezdődött, de később jól fejeződött be a számára. A pénteki időmérőedzésen csak a 15. helyet szerezte meg, majd a szombati főfutamon tíz helyet javítva az 5. helyen végzett, így ebben a szezonban először az összetettben az élre került 4 ponttal. A vasárnapi sprintfutamon a 4. helyről indulhatott, a rajt után egy helyet hátra csúszott, majd a 11. körben megelőzte az orosz Artyom Markelovot, így a 4. helyen intették le és 8 ponttal növelte előnyét a bajnokságban. Két hét múlva Szocsiban folytatódott a bajnokság, az időmérőedzésen a 3. helyet szerezte meg. A szombati főfutamon a rajtnál egy helyet javított, így a két Carlin versenyzője közé került. Később a 19. körben az élre állt ugyanis a japán Cunoda Júki-t sikerült maga mögé utasítania. A manőver kulcspontja a pálya kettes kanyarja volt, ahol alávágott és a külső íven sikerült megelőznie. Ezzel egy újabb versenyt nyert, így a bajnokságban 18 pontra növelte az előnyét az élen.
A vasárnapi sprintfutamon a 8. helyről indult, a rajt után a második-harmadik kanyarban négy helyet javítva a 4. helyen találta magát. Következő nagyobb megmozdulása a 3. körben volt, Jack Aitkent előzte, így a 3. helyre zárkózott fel. Négy körrel később egy baleset miatt piros zászlóval megszakították, majd később végleg leintették a versenyt, amivel nem teljesítették a versenytáv 75%-át, így a mezőny csak fél pontokat kapott. Ezzel a 3. helyezéssel 22 pontra növelte előnyét. Majdnem két hónap elteltével, Bahrainben folytatódott tovább a bajnokság, pénteken az időmérő edzésen a 10. helyet szerezte meg. A szombati főfutamon ismét egy jó rajtnak is köszönhetően 5 helyet javítva Csou Kuan-jü mögé zárkózott fel és a pálya 6-os kanyarjában előzte meg. Pár körrel később, a kilencedikben sikerült a bajnokesélyes ellenfelét Callum Ilottott, és pár kanyarral később Marcus Armstrongot is maga mögé utasítania. Bokszkiállását követően a 6. pozícióba tért vissza csapattársa mögé, egy kör elteltével előzte meg. A 23. körben újból Armstong mellett sikerült elmennie. Utolsó körökben még sikerült megtámadnia az indiai, Jehan Daruvalát, de nem tudta megelőzni, így a 4. helyen végzett. A bajnokságban 10 ponttal csökkent előnye az élen, Ilott-el szemben.
A vasárnapi sprintfutam nem sikerült jól számára. A rajtnál az 5. helyről indult, 4 kör elteltével Nyikita Mazepin előzte meg, majd újabb négy kör után, Callum Ilott próbálta kifékezni az 5. helyről, sikertelenül. Ebben és a 15., 20. és a 23. körökben újabb pozíciókat bukott, így a 7. helyen végzett.
A bajnokságban 14 pontos előnyre tett szert. Az utolsó, szahíri versenyhétvégén a verseny közben ki kellett állnia a bokszutcába kerékcserére és egészen a mezőny végéig csúszott vissza, miközben Ilott a 10. helyen végzett, így megtartotta a 14 pontos előnyét és megnyerte a bajnokságot.

### Formula–1
2019. január 19-én csatlakozott a Ferrari akadémiához, ezzel véget vetve a találgatásoknak. Április 2-án tesztelhette a Ferrari és az Alfa Romeo 2019-es versenyautóját a Bahrain International Circuit versenypályán.
2020. szeptember 29-én a Ferrari bejelentette, hogy Callum Ilott mellett ő is lehetőséget kap egy Formula–1-es versenyhétvégén, méghozzá az Eifel nagydíj 1. szabadedzésen, a Nürburgringen vezethette volna az Alfa Romeo egyik autóját, azonban a szélsőséges időjárási körülmények miatt mindkét edzést törölték.

#### Haas
2020. december 2-án bejelentették, hogy az amerikai istálló, a Haas leigazolta az orosz Nyikita Mazepin mellé a 2021-es szezonra. Ugyanezen a napon kiderült, hogy az első Formula–1-es szezonját a 47-es rajtszámmal kezdi meg. December 11-én vezethette a Haas egyik autóját az abu-dzabi nagydíj 1. szabadedzésén, ahol a 18. helyen zárt.
2021
Mick a bahreini nagydíjon debütált a Formula–1-ben, ahol az időmérő edzésen, a tizenkilencedik helyre kvalifikálta magát csapattársát megelőzve. A futamon az első körben megpördűlt, de folytatni tudta a versenyt, végül azt a 16. helyen fejezte be. A következő emilia-romagnai nagydíjon a bokszutca kijáratánál biztonsági autós fázisnál balesetet szenvedett, aminek következményében leszakadt az autójának első szárnya, és ezáltal lezárták a bokszutcát törmelékek eltakarítása végett, majd csak két kör után tudták rendbehozni a versenyautót. A versenyt ugyancsak a 16. helyen fejezte be. A monacói nagydíj szombati időmérő edzésén nem tudott elindulni, mivel a harmadik szabadedzésen összetörte autóját, és a csapatnak nem sikerült időben megjavítania azt. A nagydíj egyetlen előzését hajtotta végre csapattársával szemben, amikor az első körben a Grand Hotel Hairpinnél bevetődőtt mellé. Az azeri nagydíj utolsó körében ismét elverte csapattársát, a cél előtt 0,074 másodperccel előzte meg Mazepin-t. A francia nagydíj időmérő edzésén szintén balesetet okozott a Q1-ben, amit piros zászlóval megszakítottak, aztán lefújtak, így bejutott a Q2-be pályafutása során először. A versenyt a 19. helyen zárta. A magyar nagydíj szombati utolsó edzésen szintén balesetet szenvedett, így kénytelen volt kihagyni a kvalifikációt. A futamon a 13. helyen végzett, miután elkerülte a rajt utáni ütközéseket. Majd honfitársa, Sebastian Vettel kizárása után egy hellyel előrébb a 12. helyen zárt. Ez volt a legjobb helyezése eddig a szezonban. És büszke volt teljesítményére, hogy Max Verstappennel vívott csatákat. Első alkalommal a orosz nagydíj 33. körében esett ki olajszivárgás miatt.
Aztán a török nagydíjon a 14. helyre kvalifikálta magát, amely pályafutása legjobb időmérős eredménye volt. A verseny első körében a rajt utáni helyezkedéseknél összeértek a kétszeres spanyol világbajnok Fernando Alonso-val, aminek következtében Mick megpördűlt, és a futamon a 19. helyen ért célba. Alonso később bocsánatot kért az incidens végett. A mexikói nagydíjon az első kanyarban Esteban Oconnal való ütközése után kiesett, majd a szaúdi nagydíjon újabb balesetet szenvedett, amikor a 21-es kanyarban nagybemeneti tempónál a gumifalba csapódott és kiesett a versenyből.
Mick az első szezonját az egyéni pontversenyben a 19. helyen zárta, pont nélküli csapattársát megelőzve.
2022

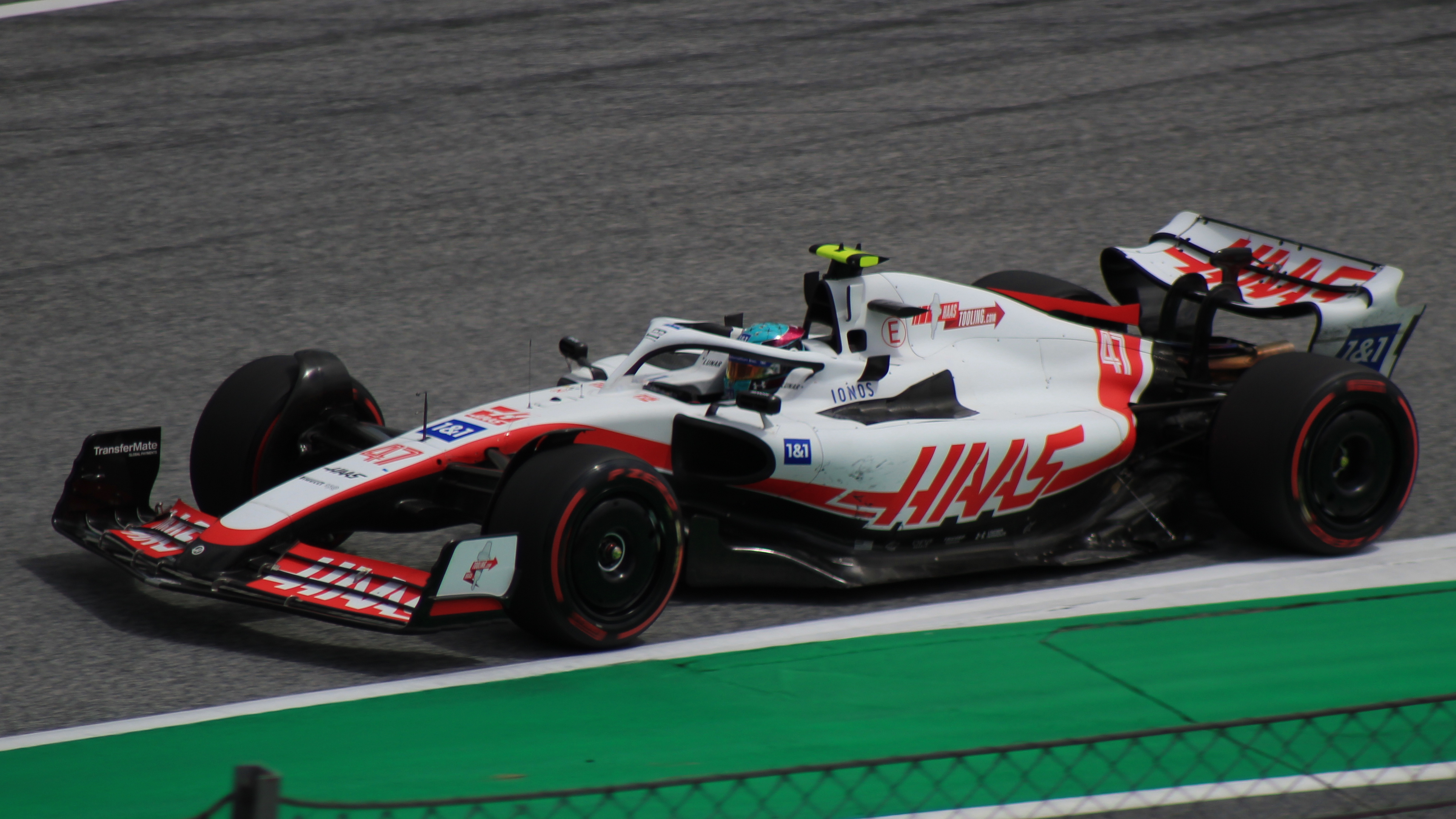
2022-ben a Haas színeiben

Ebben a szezonban még az amerikai istálló csapatát erősítette, és a csapattársa Kevin Magnussen lett. De ettől az évtől a Ferrari tartalékpilótája is lett, Antonio Giovinazzi mellett.
A szezonnyitó bahreini nagydíjon az időmérő edzésen a 12. helyet szerezte meg. A versenyen az első körben Esteban Ocon forgatta meg, végül a 11. helyen intették le, amivel pályafutása legjobb eredményét érte el. A következő hétvégén a szaúdi nagydíj időmérő edzésén hatalmas bukást szenvedett el, amikor a Q2 utolsó 5 percében a 10-11-12-es kanyarkombinácíóban hibát követett el. Ráhajtott a kerékvetőre, majd elvesztette autója hátulját, aminek következtében menetiránnyal szembe fordulva betonfalnak csapódott. Majd a King Fahad Armed Forces Kórházba szállították Dzsiddába, elővigyázatossági ellenőrzések céljából, később sérülés nélkül kiengedték. A vasárnapi futamon nem állt rajthoz. A miami nagydíj végefelé sokáig a top 10-ben autózott, de az 54. körben az első kanyarban ütközött Sebastian Vettellel. A felügyelők versenybalesetnek tekintették az incidenst. Két hét múlva a spanyol nagydíj időmérő edzésén karrierje során először bejutott a Q3-ba és a vasárnapi futamon a 10. rajthelyet szerezte meg. A következő héten a monacói nagydíj 27. körében Csou Kuan-jü-t üldözte, majd az uszoda-chicane-ban hibát követett el és a gumifalba csapódott, autója kettétört. Mick sérülések nélkül megúszta a balesetet. A brit nagydíjon végzett első alkalommal a top 10-ben, mellyel megszerezte Formula–1-es pályafutása első világbajnoki pontjait a nyolcadik helyezésével. A futam utolsó köreiben Max Verstappennel vívott csatát a hetedik helyért. A következő hétvégén az osztrák nagydíj időmérőjén a 7. helyet szerezte meg, a futamon ismét pontokat szerzett ezúttal a 6. helyen intették le, és a bajnoki tabellán feljött a 15. helyre. A szezont a 12 ponttal, a 16. helyen zárta.

#### Mercedes
2023
2022. december 15-én a Mercedes leigazolta tartalékpilótának.
2023. június 7-én lehetőséget kapott a barcelonai Pirelli gumiteszten, amelyen 152-kört teljesített.

## Eredményei

### Karrier összefoglaló
| Szezon  | Bajnokság                    | Csapat                | Verseny        | Győzelem       | Pole           | Leggyorsab kör | Dobogós helyezés | Pont           | Helyezés       |
| ------- | ---------------------------- | --------------------- | -------------- | -------------- | -------------- | -------------- | ---------------- | -------------- | -------------- |
| 2015    | ADAC Formula–4               | Van Amersfoort Racing | 22             | 1              | 0              | 0              | 2                | 92             | 10.            |
| 2015–16 | MRF Challenge Formula–2000   | MRF Challenge         | 4              | 0              | 0              | 0              | 2                | 51             | 10.            |
| 2016    | ADAC Formula–4               | Prema Powerteam       | 24             | 5              | 4              | 2              | 12               | 322            | 2.             |
| 2016    | Olasz Formula–4-es bajnokság | Prema Powerteam       | 18             | 5              | 4              | 6              | 10               | 216            | 2.             |
| 2016–17 | MRF Challenge Formula–2000   | MRF Challenge         | 16             | 4              | 2              | 1              | 9                | 215            | 3.             |
| 2017    | Formula–3 Európa-bajnokság   | Prema Powerteam       | 30             | 0              | 0              | 0              | 1                | 94             | 12.            |
| 2017    | Makaói nagydíj               | Prema Powerteam       | 1              | 0              | 0              | 1              | 0                | —              | 16.            |
| 2018    | Formula–3 Európa-bajnokság   | Prema Theodore Racing | 30             | 8              | 7              | 14             | 4                | 365            | 1.             |
| 2018    | Makaói nagydíj               | Prema Theodore Racing | 1              | 0              | 0              | 0              | 0                | —              | 5.             |
| 2019    | Formula–2                    | Prema Racing          | 22             | 1              | 0              | 1              | 1                | 53             | 12.            |
| 2020    | Formula–2                    | Prema Racing          | 24             | 2              | 0              | 2              | 10               | 215            | 1.             |
| 2021    | Formula–1                    | Haas                  | 22             | 0              | 0              | 0              | 0                | 0              | 19.            |
| 2022    | Formula–1                    | Haas                  | 22             | 0              | 0              | 0              | 0                | 12             | 15.            |
| 2022    | Formula–1                    | Ferrari               | Tartalékpilóta | Tartalékpilóta | Tartalékpilóta | Tartalékpilóta | Tartalékpilóta   | Tartalékpilóta | Tartalékpilóta |
| 2023    | Formula–1                    | Mercedes              | Tartalékpilóta | Tartalékpilóta | Tartalékpilóta | Tartalékpilóta | Tartalékpilóta   | Tartalékpilóta | Tartalékpilóta |
| 2023    | Formula–1                    | McLaren               | Tartalékpilóta | Tartalékpilóta | Tartalékpilóta | Tartalékpilóta | Tartalékpilóta   | Tartalékpilóta | Tartalékpilóta |
| 2024    | WEC                          | Alpine Endurance Team | 8              | 0              | 0              | 0              | 1                | 21             | 22.            |
| 2024    | Formula–1                    | Mercedes              | Tartalékpilóta | Tartalékpilóta | Tartalékpilóta | Tartalékpilóta | Tartalékpilóta   | Tartalékpilóta | Tartalékpilóta |
| 2024    | Formula–1                    | Alpine                | Tesztpilóta    | Tesztpilóta    | Tesztpilóta    | Tesztpilóta    | Tesztpilóta      | Tesztpilóta    | Tesztpilóta    |
| 2025    | WEC                          | Alpine Endurance Team | 5              | 0              | 0              | 0              | 3                | 36.            | 13.*           |

* A szezon jelenleg is zajlik.

### Teljes Formula–3 Európa-bajnokság eredménysorozata
(Táblázat értelmezése)

(Félkövér: pole-pozícióból indult; dőlt: leggyorsabb kört futott) 

| Év   | Csapat                | 1        | 2        | 3        | 4       | 5       | 6       | 7       | 8        | 9        | 10      | 11       | 12       | 13      | 14       | 15       | 16       | 17      | 18      | 19      | 20      | 21       | 22      | 23       | 24       | 25      | 26       | 27      | 28       | 29       | 30       | Helyezés | Pont |
| ---- | --------------------- | -------- | -------- | -------- | ------- | ------- | ------- | ------- | -------- | -------- | ------- | -------- | -------- | ------- | -------- | -------- | -------- | ------- | ------- | ------- | ------- | -------- | ------- | -------- | -------- | ------- | -------- | ------- | -------- | -------- | -------- | -------- | ---- |
| 2017 | Prema Powerteam       | SIL 1 8  | SIL 2 6  | SIL 3 17 | MNZ 1 6 | MNZ 2 3 | MNZ 3 6 | PAU 1 9 | PAU 2 11 | PAU 3 12 | HUN 1 9 | HUN 2 9  | HUN 3 11 | NOR 1 7 | NOR 2 12 | NOR 3 Ki | SPA 1 6  | SPA 2 9 | SPA 3 8 | ZAN 1 6 | ZAN 2 9 | ZAN 3 11 | NÜR 1 8 | NÜR 2 15 | NÜR 3 11 | RBR 1 7 | RBR 2 10 | RBR 3 8 | HOC 1 11 | HOC 2 18 | HOC 3 18 | 12.      | 94   |
| 2018 | Prema Theodore Racing | PAU 1 16 | PAU 2 10 | PAU 3 7‡ | HUN 1 4 | HUN 2 7 | HUN 3   | NOR 1 5 | NOR 2 9  | NOR 3 15 | ZAN 1 3 | ZAN 2 Ki | ZAN 3 13 | SPA 1 4 | SPA 2 Ki | SPA 3 1  | SIL 1 Ki | SIL 2 1 | SIL 3 5 | MIS 1   | MIS 2 3 | MIS 3 5  | NÜR 1   | NÜR 2 1  | NÜR 3 1  | RBR 1   | RBR 2 1  | RBR 3 2 | HOC 1 12 | HOC 2    | HOC 3 2  | 1.       | 365  |

‡ A versenyt félbeszakították, és mivel nem teljesítették a táv 75%-át, így csak a pontok felét kapta meg.

### Teljes FIA Formula–2-es eredménysorozata
(Táblázat értelmezése)

(Félkövér: pole-pozícióból indult; dőlt: leggyorsabb kört futott) 

| Év   | Csapat       | 1           | 2          | 3          | 4           | 5          | 6          | 7          | 8           | 9          | 10         | 11         | 12        | 13         | 14        | 15        | 16        | 17        | 18        | 19         | 20         | 21         | 22         | 23         | 24          | Helyezés | Pont |
| ---- | ------------ | ----------- | ---------- | ---------- | ----------- | ---------- | ---------- | ---------- | ----------- | ---------- | ---------- | ---------- | --------- | ---------- | --------- | --------- | --------- | --------- | --------- | ---------- | ---------- | ---------- | ---------- | ---------- | ----------- | -------- | ---- |
| 2019 | Prema Racing | BHR FEA 8   | BHR SPR 6  | AZE FEA Ki | AZE SPR 5   | ESP FEA 15 | ESP SPR 12 | MON FEA 13 | MON SPR 11  | FRA FEA Ki | FRA SPR Ki | AUT FEA 18 | AUT SPR 4 | GBR FEA 11 | GBR SPR 6 | HUN FEA 8 | HUN SPR 1 | BEL FEA T | BEL SPR T | ITA FEA Hn | ITA SPR 6  | RUS FEA Ki | RUS SPR Ki | UAE FEA 9  | UAE SPR 11  | 12.      | 53   |
| 2020 | Prema Racing | AUT1 FEA 11 | AUT1 SPR 7 | AUT2 FEA 4 | AUT2 SPR Ki | HUN FEA 3  | HUN SPR 3  | GBR1 FEA 9 | GBR1 SPR 14 | GBR2 FEA 7 | GBR2 SPR 2 | ESP FEA 6  | ESP SPR 3 | BEL FEA 3  | BEL SPR 2 | ITA FEA 1 | ITA SPR 3 | MUG FEA 5 | MUG SPR 4 | RUS FEA 1  | RUS SPR 3‡ | BHR1 FEA 4 | BHR1 SPR 7 | BHR2 FEA 6 | BHR2 SPR 18 | 1.       | 215  |

‡ A versenyt félbeszakították, és mivel nem teljesítették a táv 75%-át, így csak a pontok felét kapta meg.

### Teljes Formula–1-es eredménysorozata
(Táblázat értelmezése)

(Félkövér: pole-pozícióból indult; dőlt: leggyorsabb kört futott) 

| Év   | Csapat     | 1      | 2      | 3      | 4      | 5      | 6      | 7      | 8      | 9      | 10     | 11        | 12     | 13     | 14     | 15     | 16     | 17     | 18     | 19     | 20     | 21     | 22     | Helyezés | Pont |
| ---- | ---------- | ------ | ------ | ------ | ------ | ------ | ------ | ------ | ------ | ------ | ------ | --------- | ------ | ------ | ------ | ------ | ------ | ------ | ------ | ------ | ------ | ------ | ------ | -------- | ---- |
| 2020 | Alfa Romeo | AUT    | STY    | HUN    | GBR    | 70     | ESP    | BEL    | ITA    | TOS    | RUS    | EIF Tp[a] | POR    | EMI    | TUR    | BHR    | SAK    |        |        |        |        |        |        | —        | —    |
| 2020 | Haas       |        |        |        |        |        |        |        |        |        |        |           |        |        |        |        |        | UAE Tp |        |        |        |        |        | —        | —    |
| 2021 | Haas       | BHR 16 | EMI 16 | POR 17 | ESP 18 | MON 18 | AZE 13 | FRA 19 | STY 16 | AUT 18 | GBR 18 | HUN 12    | BEL 16 | NED 18 | ITA 15 | RUS Ki | TUR 19 | USA 16 | MEX Ki | BRA 18 | QAT 16 | SAU Ki | UAE 14 | 19.      | 0    |
| 2022 | Haas       | BHR 11 | SAU Ni | AUS 13 | EMI 17 | MIA 15 | ESP 14 | MON Ki | AZE 14 | CAN Ki | GBR 8  | AUT 6     | FRA 15 | HUN 14 | BEL 17 | NED 13 | ITA 12 | SIN 13 | JPN 17 | USA 15 | MEX 16 | BRA 13 | UAE 16 | 16.      | 12   |

- ↑ a:  – A 2020-as Eifel nagydíj 1. szabadedzésén ő vezette volna az egyik Alfa Romeót, de az edzést a heves esőzések miatt törölték.

## Családja
- Édesapja Michael Schumacher (hétszeres Formula–1-es világbajnok)
- Édesanyja Corinna Schumacher (született:Betsch)
- Testvére  Gina-Maria Schumacher
- Nagybátyja Ralf Schumacher volt Formula–1-es pilóta
- Nagyapja Rolf Schumacher
- Nagyanyja Elisabeth Schumacher (1948-2003)
- Unokatestvére David Schumacher autóversenyző